# 國家民主聯盟 (亞美尼亞)
國家民主聯盟（羅馬化：Azgayin zhoghovrdavarakan miut’yun；AZhM）是亞美尼亞的自由主義政黨，成立於1993年。國家民主聯盟的現任黨主席為瓦茲根·馬努基揚。 

## 歷史
國家民主聯盟在1995年亞美尼亞議會選舉中獲得7.7%的選票，在亞美尼亞國民議會獲得5個席位。
國家民主聯盟在1996年亞美尼亞總統選舉中提名瓦茲根·馬努基揚為候選人，他獲得41%的選票。 
國家民主聯盟在2003年亞美尼亞總統選舉中提名瓦茲根·馬努基揚作為其候選人，他獲得0.90%的選票。 
國家民主聯盟在2008年亞美尼亞總統選舉中提名瓦茲根·馬努基揚作為其候選人。他獲得1.29%的選票。
國家民主聯盟拒絕參加2018年亞美尼亞議會選舉。
在2020-2021年亞美尼亞示威期間，瓦茲根·馬努基揚被國土拯救運動政治聯盟提名為其領導人。
全國民主聯盟沒有參加2021年亞美尼亞議會選舉。該黨目前在亞美尼亞國民議會中沒有任何席位，作為一個在亞美尼亞國民議會外的反對黨而存在。

## 意識形態
全國民主聯盟主亞美尼亞應與阿爾察赫共和國統一，並主張改善亞美尼亞的人權和民主，以及加強亞美尼亞的經濟。